# Czeskie Budziejowice 2
Czeskie Budziejowice 2 (czeski: České Budějovice 2) – część gminy i obszaru katastralnego w Czeskich Budziejowicach. Cała część lewobrzeżnej części miasta - na wschodzie graniczy z Wełtawy, na zachodzie z gminami Dubné i Litvínovice. Część ta składa się z obszarów: České Budějovice 2 (9,301 km²), České Vrbné (5,5245 km²) i Haklovy Dvory (6,0294 km²). Znajduje się tu 76 ulic i 2107 adresów.